# Armandinho

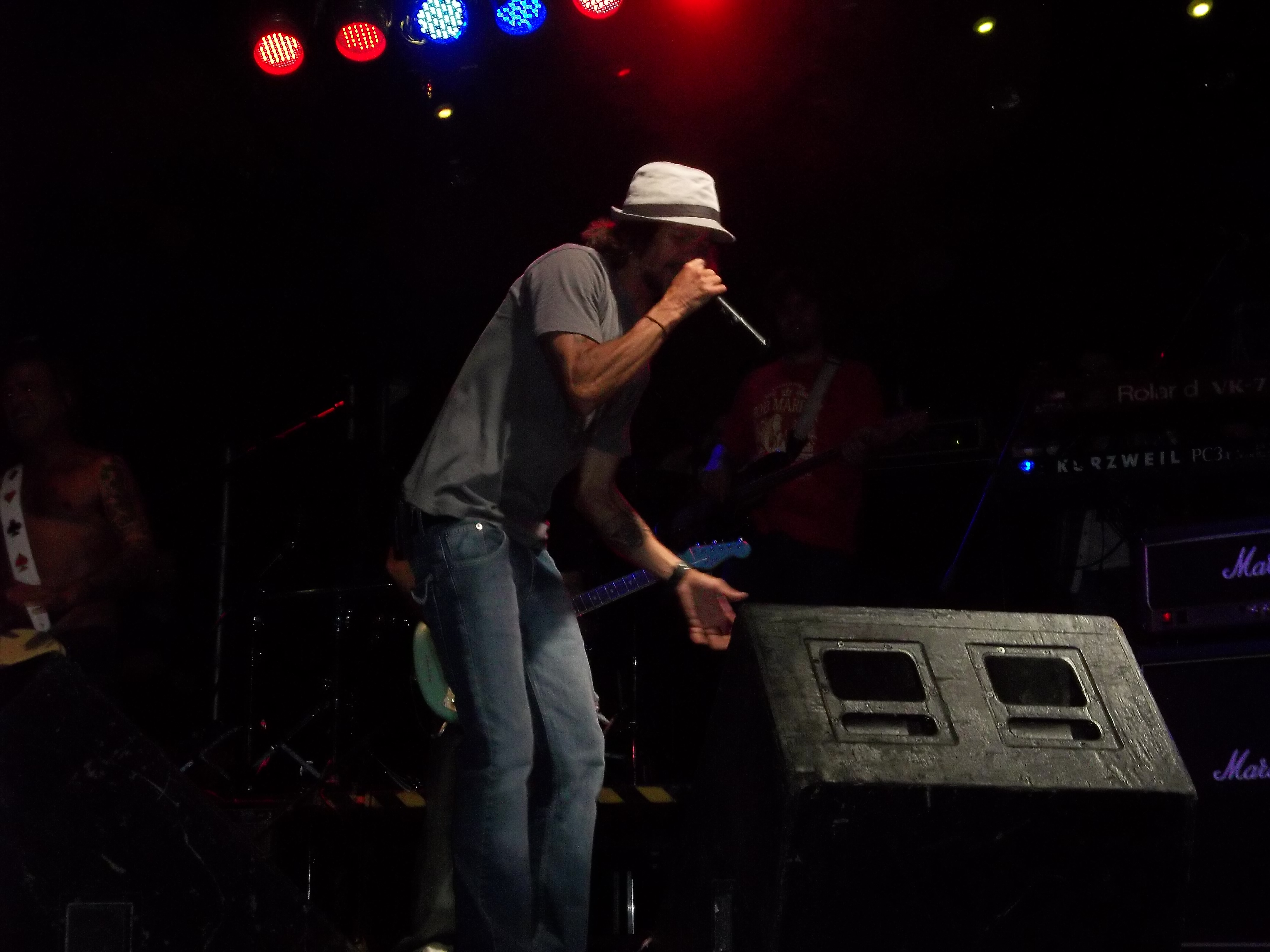
Armandinho en una de sus presentaciones en Montevideo

Armando Antônio Silveira, más conocido como Armandinho, (Porto Alegre, 22 de enero de 1970) es un popular cantante brasileño.
En 2006, tuvo éxito con temas como "Desenho de Deus" y otras canciones que mezclaban el reggae con el pop. Otros temas conocidos son: "Balanço Da Rede", "Ursinho de dormir", "O justiceiro", "Sexo na caranga" y "Toca uma regguera aí". 
Es muy conocido en la región sur  del Brasil hace bastante tiempo (sobre todo en Rio Grande do Sul, ya que en Paraná y Santa Catarina no era muy conocido hasta hace poco y su estilo confundido con otras bandas pop de los años 90). Después del lanzamiento de su primer DVD, grabado en Balneário Camboriú, Santa Catarina, el artista obtuvo un reconocimiento nacional.
Tiene una participación con el grupo TNT y Charles Master en el año de 1994.
Actualmente vive en la ciudad catarinense de Itajaí, en Praia Brava.
En 2012, lanzó su segundo DVD, Armandinho ao Vivo em Buenos Aires, grabado en la ciudad de Buenos Aires, en diciembre de 2011 junto a artistas reconocidos en el ámbito como el grupo Chimarruts de Brasil con quien grabó el tema "Versos Simples".

## Banda
- João Coiote: guitarra, segunda voz
- Luciano Granja: guitarra
- Lucio Dorfman: teclados
- Gordo Lopes: percusión
- Vini Bondan: batería
- Renato Batista: trompeta
- Pedro Porto: bajo

## Discografía

### Álbumes de estudio
- (2002) Armandinho
- (2004) Casinha
- (2008) Semente
- (2009) Volume 5
- (2013) Sol Loiro

### Álbumes en vivo
- (2006) Armandinho ao Vivo
- (2012) Armandinho ao Vivo em Buenos Aires
- (2019) Armandinho Acústico

## Entrevistas
- "Hago reggae alegre y sin compromisos" Archivado el 8 de febrero de 2008 en Wayback Machine.
- "El reggae gaúcho de Armandinho" (enlace roto disponible en Internet Archive; véase el historial, la primera versión y la última).
- "Tenho medo que toda essa badalação acabe afetando a minha paz e o meu jeito de fazer música."

- Datos: Q5858709